# Fjodor Volkov
Fjodor Grigorjevitj Volkov (ryska: Фёдор Григорьевич Волков), född 20 februari (gamla stilen: 9 februari) 1729 i Kostroma, död 15 april (gamla stilen: 4 april) 1763 i Moskva, var en rysk teaterledare: Han anses som den ryska teaterns egentlige skapare.
Volkov, som var son till en köpman, blev intresserad av teater genom besök på italienska operan i Sankt Petersburg och ryska amatörföreställningar. Den första teatern inrättades i Jaroslavl 1750, där en komedi av Dmitrij Rostovskij och operan "Titus barmhärtighet" av Pietro Metastasio uppfördes.
Volkov med sin trupp kallades 1752 till Sankt Petersburg av tsarinnan Elisabet och fick spela för hovet. Lokalen blev kadettkårens sal, men flyttades sedan till furst Golovins hus på Vasiljevska holmen. Direktör för teaterföretaget blev skådespelsförfattaren Aleksandr Sumarokov.
Volkov uppträdde även som teaterförfattare; dock finns inga handskrifter av honom bevarade. Som skådespelare var han framstående. År 1759 kallades han till Moskva för att även där upprätta en offentlig teater.